# Bara lite
En Lille Smule er en kortfilm fra 2011 instrueret af Alicja Jaworski Björk efter eget manuskript.

## Handling
Det er den første varme forårsdag. Den lille gris er glad og skal ned til søen for at bade. På vejen møder hun et pindsvin med få pigge, en krage med et alt for langt næb, et grønt lam og en kalv med mange hvide pletter. Ingen af deres artsfæller vil lege med dem, fordi de ser anderledes ud. De føler sig meget alene og ensomme. Alle dyrene går med den lille gris ned til søen for at bade. Ved søen møder de en frø, som har problemer. De hjælper frøen og får hver især et ønske.